# (33370) 1999 BQ11
1999 بي كيو 11 (ويعرف أيضًا باسم (33370) 1999 بي كيو 11 وفق تسمية الكوكب الصغير) (بالإنجليزية: 1999 BQ11)‏ هو كويكب ضمن حزام الكويكبات؛ وترتيبه 33370 من حيث الاكتشاف.
اكتُشف هذا الجُرم الفلكي بواسطة OCA–DLR Asteroid Survey ‏ في 20 يناير 1999.

## وصلات خارجية
- (33370) 1999 BQ11 في قاعدة بيانات مختبر الدفع النفاث لأجرام النظام الشمسي الصغيرة

- الاكتشاف · مخطط المدار ·  العناصر المدارية · المعلمات المادية

- (33370) 1999 BQ11 على موقع ويكي سكاي: DSS2, SDSS, GALEX, IRAS, Hydrogen α, X-Ray, Astrophoto, Sky Map, Articles and images